# Gaslighting
Gaslighting är en form av manipulation och vilseledande, där information förvrängs, förvanskas eller utelämnas eller där falsk information presenteras med avsikten att få offer att tvivla på sina egna minnen, uppfattning och sinneshälsa. Det kan variera från att förövaren endast förnekar ett begånget övergrepp till att iscensätta bisarra händelser med avsikten att desorientera ett offer.
Användning av gaslighting är vanligt vid narcissistiskt personlighetssyndrom.

## Etymologi
Termen härrör från pjäsen Gasljus (originaltitel Gas Light) från 1938 och dess filmatiseringar från 1940 och 1944.